# Gregory Ridge
Il Gregory Ridge è una sottile cresta montuosa antartica, che digrada in direzione ovest dalla porzione settentrionale della Fram Mesa e va a terminare sul fianco orientale del Ghiacciaio Amundsen, nei Monti della Regina Maud, in Antartide.
La dorsale è stata mappata dall'United States Geological Survey (USGS) sulla base di rilevazioni e foto aeree scattate dalla U.S. Navy nel periodo 1960-64.
La denominazione è stata assegnata dall'Advisory Committee on Antarctic Names (US-ACAN) in onore del capitano di corvetta Nelson B. Gregory, della U.S. Navy, pilota sui voli per le riprese fotografiche dell'Operazione Deep Freeze del 1965.